# Naftylpyrovaleron
Naftylpyrovaleron, ook bekend als naphyron, O-2482 en Energy-1 (NRG-1) , is een pyrovaleronderivaat dat als geneesmiddel gebruikt wordt met een drievoudig heropnameremmer-effect. De remming heeft betrekking op de heropname van de neurotransmitters uit de adrenaline en dopamine-groep. Doordat de neurotransmitters langer in de intercellulaire ruimte aanwezig blijft heeft naphyron een stimulerend effect, en is aangemeld als een nieuw specifiek geneesmiddel.